# Muthenahatti, Malur
Muthenahatti là một làng thuộc tehsil Malur, huyện Kolar, bang Karnataka, Ấn Độ.